# Yoghurtijs

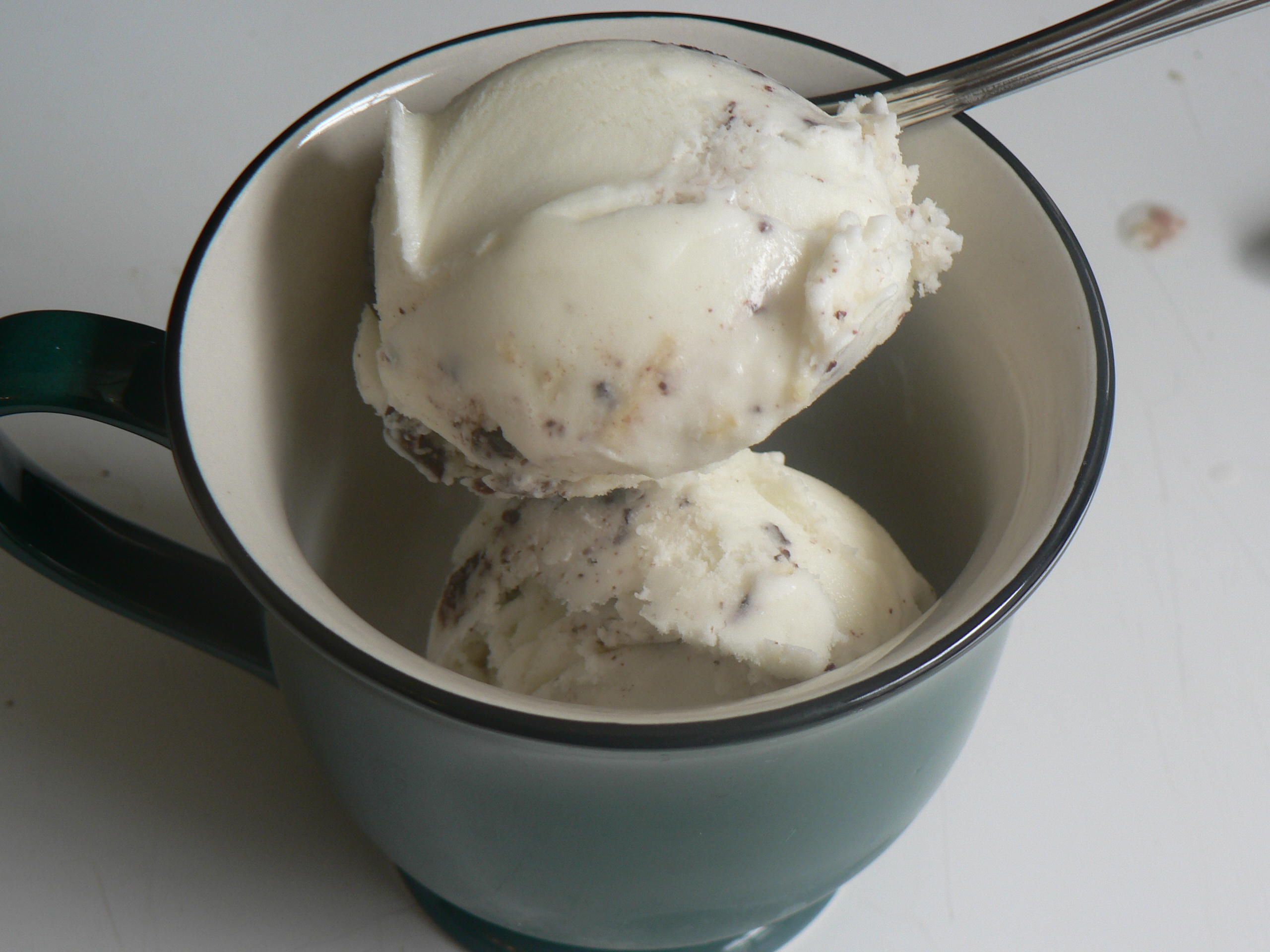

Yoghurtijs is een bevroren nagerecht dat wordt gemaakt van yoghurt.
Yoghurtijs is redelijk populair omdat het geacht wordt minder ongezond te zijn dan ander consumptie-ijs.
Feit is dat aan de yoghurt voor het tot ijsdraaien minimaal 20% (gewicht) suiker wordt toegevoegd om de vorming van ijskristallen tijdens het bevriezen tegen te gaan. Vaak wordt ook slagroom toegevoegd om de smaakbeleving, vet geldt als een goede smaakoverbrenger, te vergroten.
Yoghurtijs kan op smaak worden gebracht met vruchten, bijvoorbeeld aardbeien, frambozen, perzik of mango. Deze worden dan gepureerd of zeer klein gesneden door de yoghurt gemengd. Veelal wordt hiervoor een kant en klaar product gebruikt dat wordt aangeduid als vruchtbereiding. Dit is een soort vruchtenjam die meestal aan het eind van de ijsbereiding wordt toegevoegd.
Yoghurtijs is een heel andere bereiding dan frozen yogurt (ook gespeld frozen yoghurt) of froyo. Bij Yoghurtijs wordt nog veel room gebruikt. Bij frozen yogurt wordt enkel gebruikt gemaakt van yoghurt en melk, eventueel met fruit erbij.

## Trivia
- Yoghurtijs is eenvoudig zelf te maken met een ijsmachine.
- frozen yoghurt heeft speciale machines nodig die niet beschikbaar zijn voor particulieren